# Cadeilhan
 Cadeilhan  là một xã thuộc tỉnh Gers trong vùng Occitanie tây nam nước Pháp. Xã này có độ cao trung bình mét trên mực nước biển.
Sông Auroue tạo phần lớn ranh giới phía tây thị trấn.